# Pipit des rochers
Anthus crenatus
Espèce
Statut de conservation UICN

NT : Quasi menacé
Le Pipit des rochers (Anthus crenatus) est une espèce de passereaux de la famille des Motacillidae.  

## Nomenclature
Le nom valide complet (avec auteur) de ce taxon est Anthus crenatus Finsch & Hartlaub, 1870,.

### Publication originale
- (de) O. Finsch et G. Hartlaub, Die Vogel Ost-Afrikas. Baron Carl Claus von Deer Decken's Reisen in Ost-Africa, vol. 4, Inconnu et C. F. Winter'sche Verlagshandlung, 1870, 974 p. (OCLC 21254329, DOI 10.5962/BHL.TITLE.14155, lire en ligne).

## Dénomination
Ce taxon porte en français le nom vernaculaire ou normalisé suivant : Pipit des rochers.

## Répartition
Cet oiseau se rencontre en Afrique du Sud, en Eswatini et au Lesotho.